# ML (programspråk)
ML är ett allmänt funktionellt programspråk som utvecklades av Robin Milner med flera i slutet av 1970-talet vid University of Edinburgh, vars syntax inspirerats av ISWIM. Historiskt står ML för metalanguage (engelska: "metaspråk") eftersom det utvecklades som stödspråk för teoremprövaren LCF. ML är känt för sitt bruk av Hindley-Milners typhärledningsalgoritm, som kan härleda datatypen hos de flesta värden i ett program. Detta är i kontrast med de nödvändiga utförliga deklarationerna som kritiserats i språk som Java. Ibland kallas ML även för SML(Standard ML).